# 天神町 (名古屋市)
天神町（てんじんちょう）は、愛知県名古屋市昭和区の地名。現行行政地名は天神町1丁目から天神町3丁目。住居表示未実施。

## 地理
名古屋市昭和区中央西部に位置する。

## 歴史

### 町名の由来
御器所町の字天神東に由来する。御器所村にあった天神の森と称する場所があったことによる。

### 沿革
- 1933年（昭和8年）9月20日 - 中区広路町および御器所町の各一部により、同区天神町として成立[1]。
- 1937年（昭和12年）10月1日 - 昭和区成立に伴い、同区天神町となる[1]。
- 1972年（昭和47年）8月1日 - 天池町・洲原町・御器所町の各一部を編入する[1]。

## 世帯数と人口
2019年（平成31年）1月1日現在の世帯数と人口は以下の通りである。
| 町丁   | 世帯数  | 人口  |
| ------ | ------- | ----- |
| 天神町 | 373世帯 | 696人 |

## 学区
市立小・中学校に通う場合、学校等は以下の通りとなる。また、公立高等学校に通う場合の学区は以下の通りとなる。
| 丁目        | 番・番地等 | 小学校                 | 中学校               | 高等学校 |
| ----------- | ---------- | ---------------------- | -------------------- | -------- |
| 天神町1丁目 | 全域       | 名古屋市立御器所小学校 | 名古屋市立桜山中学校 | 尾張学区 |
| 天神町2丁目 | 全域       | 名古屋市立御器所小学校 | 名古屋市立桜山中学校 | 尾張学区 |
| 天神町3丁目 | 全域       | 名古屋市立松栄小学校   | 名古屋市立桜山中学校 | 尾張学区 |

## その他

### 日本郵便
- 郵便番号 : 466-0032[4]（集配局：昭和郵便局[11]）。